# Japão nos Jogos Olímpicos de Verão de 1996
Japão participou dos Jogos Olímpicos de Verão de 1996 em Atlanta, Estados Unidos.

## Desempenho

### Atletismo
Masculino
| Prova            | Atleta | Preliminares | Preliminares | Quartas | Quartas   | Semifinal | Semifinal | Final       | Final       |
| Prova            | Atleta | Marca        | Posição      | Marca   | Posição   | Marca     | Posição   | Marca       | Posição     |
| ---------------- | ------ | ------------ | ------------ | ------- | --------- | --------- | --------- | ----------- | ----------- |
| Nobuharu Asahara | 100 m  | 10s28        | 2º/bat. 11   | 10s19   | 2º/bat. 1 | 10s16     | 5º/bat. 1 | Não avançou | Não avançou |